# Habitatge al carrer Ciutat, 4 (Tortosa)
Habitatge al carrer Ciutat, 4 és una obra modernista de Tortosa inclosa a l'Inventari del Patrimoni Arquitectònic de Catalunya.

## Descripció
Habitatge entre mitgeres que consta de planta i quatre pisos. A la planta hi ha només la porta d'accés a la botiga donat que ella sola ocupa tota l'amplada de façana. La porta és d'arc allindat i el parament de la planta és de carreus de pedra grans i encoixinats. Els pisos hi corresponen balcons, de base de pedra i baranes de ferro forjat treballades. La base se sosté amb mènsules no decorades en el 2n; en el 3r aquestes representen un cap femení, encara que una d'elles ha estat destruïda. En el darrer nivell presenten decoració floral, simulant fulles d'acant. L'arrebossat és llis i pintat i el voladís, de l'obra, és també sostingut per petits permòdols